# 誉田哲也
誉田 哲也（ほんだ てつや、1969年8月18日 -）は日本の小説家。東京都板橋区出身、学習院中・高等科を経て学習院大学経済学部経営学科卒業。代表作に、『ストロベリーナイト』をはじめとする映像化された「姫川玲子シリーズ」や『武士道シックスティーン』をはじめとする「武士道シリーズ」などがある。

## 人物
両親と姉の4人家族に育つ。小学校時代は漫画家に憧れていたが、中学に入ると音楽に目覚めて漫画家の道を諦める。15歳からロックバンドを始め、大学卒業後も就職せずに家業を手伝いながらプロのミュージシャンを目指す。しかし30歳を目前にして当時デビューしたばかりの椎名林檎の才能に圧倒され、ミュージシャンの道を諦める。インターネットが普及し始めた90年代の後半、バンドをやめるのと前後して格闘技専門の有料サイトを立ち上げた人物に誘われ、もともと興味があったこともあって格闘技団体パンクラスの試合レビューの寄稿を始める。しかし格闘技ライターではなかなか食べていけないことはわかっていたので、どうせ文章を書くなら小説家になろうと心を決め、それから数年後に小説家デビューを果たす。
少年時代の読書経験は星新一、筒井康隆、眉村卓、平井和正、夢枕獏、菊地秀行などで、20代の頃は『リング』『パラサイト・イヴ』などのホラーブームの影響でホラー文庫を読んでいた。
親交のある著名人には安東能明、万城目学、声優の浅川悠、著作の装幀を手がけたデザイナーの松昭教などがいる。

## 作風
初期作品は伝奇物やホラーが多かったものの、「ストロベリーナイト」以降の作品には刑事を主人公にした推理小説が多く、警察機構に関する描写が緻密。多くの作品では主人公、脇役、敵役の各視点から物語が構成されている。また推理小説の場合は登場人物の死亡率が高いのも特徴。誉田哲也の作品作りは独特で、それぞれの異なる小説に、同じ広域暴力団やその下部組織の名称が登場する事があり、同じ時系列で組織が推移していく節があるが、いわゆる「世界観を共有している」というのとは若干異なり、それぞれの小説の主人公同士が出会う事はなく（スピンオフは例外）、設定の転用や、物語を展開させる土台としてのみ存在するに留まっていて、厳密には別世界と認識するほうが正しい。
一方で、青春小説でも多くの作品を発表するなど、その柔軟な思考や新旧メディアへの深い造詣から多彩な作品作りを可能にしており、年齢や職業を選ばない幅広い層のファンを獲得している。『疾風ガール』はケータイ小説で連載されていた。代表作の『武士道シックスティーン』は2010年4月に成海璃子、北乃きい主演で映画化され、『ストロベリーナイト』は2010年11月13日、フジテレビ系土曜プレミアムで竹内結子主演でテレビドラマ化され、2012年1月より連続ドラマ化の後、2013年1月26日映画化、『ジウ』は2011年7月、テレビ朝日系で黒木メイサ、多部未華子主演で連続ドラマ化された。
女性を主人公とした小説に定評があり、対照的なタイプの女性たちの葛藤により生き方を模索する手法や、個性的な女性刑事が登場する作品によってヒットを生み出している。
上記のように推理小説を手がける機会が多いが、誉田自身は自らの原点はデビュー作にみられるように伝奇小説やホラー小説にあるとしており、永井豪の『デビルマン』、夢枕獏、菊地秀行、平井和正などを愛読してきたといい、作家としては一つのジャンルに固まることなく書き続けてゆきたいと語っている。
執筆の際には、2000字ほどの梗概とプロットを表にしたものを作ったうえで、それぞれのキャラクターのイメージに合う実在の俳優の顔写真を貼ったプロフィール一覧を作成して執筆に臨むという。

## 文学賞受賞・候補歴
太字が受賞したもの
- 2002年 - 『ダークサイド・エンジェル紅鈴 妖の華』で第2回ムー伝奇ノベル大賞優秀賞受賞[9]。
- 2003年 - 『アクセス』で第4回ホラーサスペンス大賞特別賞受賞[9]。
- 2007年 - 『ストロベリーナイト』で第9回大藪春彦賞候補[9]。
- 2009年 - 『武士道セブンティーン』で第24回坪田譲治文学賞候補[9]。
- 2009年 - 『ハング』で第12回大藪春彦賞候補。
- 2012年 - 『あなたが愛した記憶』で第3回山田風太郎賞候補[10]。
- 2014年 - 『ケモノの城』で第5回山田風太郎賞候補[11]。
- 2020年 - 『背中の蜘蛛』で第162回直木三十五賞候補[12]。

## 著作

### シリーズ作品

#### 妖シリーズ
- ダークサイド・エンジェル紅鈴 妖の華（2003年1月 ウルフ・ノベルス）
  - 【改題】妖の華（2010年11月 文春文庫）
- 妖の掟（2020年5月 文藝春秋 / 2022年12月 文春文庫）
- 吉原暗黒譚 狐面慕情（2004年4月 学研M文庫） - 番外編
  - 【改題】吉原暗黒譚（2013年2月 文春文庫）
- 妖の絆（2022年12月 文藝春秋 / 2025年7月 文春文庫） - エピソード・ゼロ

#### 柏木夏美シリーズ
- 疾風ガール（2005年9月 新潮社 / 2009年4月 光文社文庫）
- ガール・ミーツ・ガール（2009年4月 光文社 / 2011年12月 光文社文庫）

#### 〈ジウ〉サーガ
- ジウ三部作
  - ジウI 警視庁特殊犯捜査係（2005年12月 中央公論新社 / 2008年12月 中公文庫 / 2021年1月 中公文庫【新装版】）
  - ジウII 警視庁特殊急襲部隊（2006年3月 中央公論新社 / 2009年1月 中公文庫 / 2021年2月 中公文庫【新装版】）
  - ジウIII 新世界秩序（2006年8月 中央公論新社 / 2009年2月 中公文庫 / 2021年3月 中公文庫【新装版】）
- 国境事変（2007年11月 中央公論新社 / 2010年6月 中公文庫） - 東弘樹刑事が主役のスピンオフ作品
  - 【改題】国境事変 〈ジウ〉サーガ4（2024年3月 中公文庫【新装版】）
- ハング（2009年9月 徳間書店 / 2012年9月 中公文庫）
  - 【改題】ハング 〈ジウ〉サーガ5（2024年10月 中公文庫【新装版】）
- 歌舞伎町セブン（2010年11月 中央公論新社 / 2013年11月 中公文庫）
  - 【改題】歌舞伎町セブン 〈ジウ〉サーガ6（2025年5月 中公文庫【新装版】）
- 歌舞伎町ダムド（2014年9月 中央公論新社 / 2017年2月 中公文庫）
- 硝子の太陽 N ノワール（2016年5月 中央公論新社） - 姫川玲子シリーズとのコラボレーション
  - 【改題】ノワール 硝子の太陽（2018年12月 中公文庫）
    - 収録作品：ノワール / 歌舞伎町の女―再会―（文庫本のみ）
- 歌舞伎町ゲノム（2019年1月 中央公論新社 / 2021年10月 中公文庫）
- ジウX（2023年6月 中央公論新社）

#### 姫川玲子シリーズ
- ストロベリーナイト（2006年2月 光文社 / 2008年9月 光文社文庫）
- ソウルケイジ（2007年3月 光文社 / 2009年10月 光文社文庫）
- シンメトリー（2008年2月 光文社 / 2011年2月 光文社文庫）
  - 収録作品：東京 / 過ぎた正義 / 右では殴らない / シンメトリー / 左だけ見た場合 / 悪しき実 / 手紙
- インビジブルレイン（2009年11月 光文社 / 2012年7月 光文社文庫）
- 感染遊戯（2011年3月 光文社 / 2013年11月 光文社文庫） - スピンオフ作品
- ブルーマーダー（2012年11月 光文社 / 2015年6月 光文社文庫）
- インデックス（2014年11月 光文社 / 2017年8月 光文社文庫）
  - 収録作品：アンダーカヴァー / 女の敵 / 彼女のいたカフェ / インデックス / お裾分け / 落としの玲子 / 夢の中 / 闇の色
- 硝子の太陽 R ルージュ（2016年5月 光文社）- 〈ジウ〉サーガとのコラボレーション
  - 【改題】ルージュ 硝子の太陽（2018年11月 光文社文庫）
    - 収録作品：ルージュ / カクテル（文庫本のみ）
- ノーマンズランド（2017年11月 光文社 / 2020年11月 光文社文庫）
- オムニバス（2021年2月 光文社 / 2023年7月 光文社文庫）
  - 収録作品：それが嫌なら無人島 / 六法全書 / 正しいストーカー殺人 / 赤い靴 / 青い腕 / 根腐れ / それって読唇術？
- マリスアングル（2023年10月 光文社）

#### 武士道シリーズ
- 武士道シックスティーン（2007年7月 文藝春秋 / 2010年2月 文春文庫）
- 武士道セブンティーン（2008年7月 文藝春秋 / 2011年2月 文春文庫）
- 武士道エイティーン（2009年7月 文藝春秋 / 2012年2月 文春文庫）
- 武士道ジェネレーション（2015年7月 文藝春秋 / 2018年9月 文春文庫）

#### 魚住久江シリーズ
- ドルチェ（2011年10月 新潮社 / 2014年6月 新潮文庫 / 2020年5月 光文社文庫）
  - 収録作品：袋の金魚 / ドルチェ / バスストップ / 誰かのために / ブルードパラサイト / 愛したのが百年目 / 弱さゆえ（光文社文庫版のみ）
- ドンナ ビアンカ（2013年2月 新潮社 / 2016年2月 新潮文庫 / 2020年6月 光文社文庫）

#### 増山超能力師事務所シリーズ
- 増山超能力師事務所（2013年7月 文藝春秋 / 2016年5月 文春文庫）
  - 収録作品：初仕事はゴムの味 / 忘れがたきは少女の瞳 / 愛すべきは男の見栄 / 侮れないのは女の勘 / 心霊現象は飯のタネ / 面倒くさいのは同性の嫉妬 / 相棒は謎の男
- 増山超能力師大戦争（2017年6月 文藝春秋 / 2020年6月 文春文庫）

### シリーズ外作品
- アクセス（2004年1月 新潮社 / 2007年2月 新潮文庫 / 2020年9月 中公文庫）
- 春を嫌いになった理由（2005年1月 幻冬舎 / 2010年2月 光文社文庫  / 2023年3月 光文社文庫【新装版】）
- 月光（2006年11月 徳間書店 / 2009年3月 徳間文庫 / 2013年5月 中公文庫）
- ヒトリシズカ（2008年10月 双葉社 / 2012年4月 双葉文庫）
- 主よ、永遠の休息を（2010年3月 実業之日本社 / 2012年10月 実業之日本社文庫 / 2016年3月 中公文庫 / 2023年1月 中公文庫【新装版】）
- 世界でいちばん長い写真（2010年8月 光文社 / 2012年11月 光文社文庫）
- レイジ（2011年7月 文藝春秋 / 2014年3月 文春文庫）
- あなたの本（2012年2月 中央公論新社 / 2014年12月 中公文庫 / 2022年8月 中公文庫【新装版】）
  - 収録作品：帰省 / 贖罪の地 / 天使のレシート / あなたの本 / 見守ることしかできなくて / 最後の街 / 交番勤務の宇宙人 / 買わなかった男（新装版のみ） / 待っていた女（新装版のみ） / あの日、そして今日（新装版のみ） / お名前は？（新装版のみ） / 選挙公約（新装版のみ）
- あなたが愛した記憶（2012年6月 集英社 / 2016年4月 集英社文庫）
- 幸せの条件（2012年8月 中央公論新社 / 2015年8月 中公文庫 / 2023年5月 中公文庫【新装版】）
- Qrosの女（2013年12月 講談社 / 2016年9月 講談社文庫 / 2022年7月 光文社文庫）
- ケモノの城（2014年4月 文藝春秋 / 2017年5月 双葉文庫）
- 黒い羽（2014年8月 光文社文庫）
- プラージュ（2015年9月 幻冬舎 / 2017年6月 幻冬舎文庫）
- あの夏、二人のルカ（2018年4月 KADOKAWA / 2021年4月 角川文庫）
- ボーダレス（2018年8月 光文社 / 2021年2月 光文社文庫）
- 背中の蜘蛛（2019年10月 双葉社 / 2022年10月 双葉文庫）
- もう、聞こえない（2020年8月 幻冬舎 / 2023年10月 幻冬舎文庫）
- フェイクフィクション（2021年11月 集英社 / 2024年8月 集英社文庫）
- アクトレス（2022年1月 光文社 / 2025年1月 光文社文庫） - 『ボーダレス』の続編
- 首木の民（2024年6月 双葉社）
- 暗黒戦鬼グランダイヴァー（2024年12月 KADOKAWA）

### ファンブック
- 誉田哲也 All Works（2012年3月 宝島社 / 2013年1月 宝島社文庫） - 本人監修によるファンブック。「女の敵」（姫川玲子シリーズ）も収録。

### アンソロジー
「」内が誉田哲也の作品
- 七つの黒い夢（2006年2月 新潮文庫）「天使のレシート」
- Over the Wind（2009年4月 ジャイブ）「見守ることしかできなくて」
- 現場に臨め（2010年10月 光文社カッパ・ノベルス / 2014年4月 光文社文庫）「シンメトリー」
- 東と西 2（2010年10月 小学館 / 2012年2月 小学館文庫）「帰省」
- 日本の作家60人 太鼓判！のお取り寄せ（2011年6月 講談社）※エッセイアンソロジー「紫の焼芋」
- 宝石 ザ ミステリー（2011年12月 光文社）「アンダーカヴァー」
- 痛み（2012年5月 双葉社）「三十九番」
  - 【増補・改題】警官の貌（2014年3月 双葉文庫）
- 宝石 ザ ミステリー2（2012年12月 光文社）「インデックス」
- 大崎梢リクエスト！ 本屋さんのアンソロジー（2013年1月 光文社 / 2014年8月 光文社文庫）「彼女のいたカフェ」※姫川玲子シリーズ番外編
- 宝石 ザ ミステリー3（2013年12月 光文社）「お裾分け」※姫川玲子シリーズ番外編
- 奇想博物館（2013年12月 光文社 / 2017年5月 光文社文庫）「初仕事はゴムの味」
- 作家の履歴書 21人の人気作家が語るプロになるための方法（2014年2月 KADOKAWA / 2016年4月 角川文庫）※エッセイアンソロジー
- サイドストーリーズ（2015年3月 角川文庫）「落としの玲子」※姫川玲子シリーズ番外編
- 宝石 ザ ミステリー Blue（2016年12月 光文社）「それが嫌なら無人島」※姫川玲子シリーズ番外編
- 十歳までに読んだ本（2017年7月 ポプラ社）※エッセイアンソロジー「見えないものの影」
- 警官の目（2019年7月 双葉文庫）「裏切りの日」
- 葛藤する刑事たち 警察小説アンソロジー（2019年11月 朝日文庫）「手紙」
- 偽りの捜査線 警察小説アンソロジー（2022年6月 文春文庫）「レイン」
- Jミステリー2024 SPRING（2024年4月 光文社文庫）「心のお話」

### インタビュー・対談
- 誉田哲也が訊く！ 警察監修プロフェッショナルの横顔（2022年1月 光文社） - チーム五社との対談

### 楽曲
- Borderless（『ボーダレス』イメージ・ソング） - 作詞・作曲・演奏・歌唱[13]

## 映像化作品

### 映画
- 武士道シックスティーン（2010年4月24日公開、配給：ゴー・シネマ、監督：古厩智之、主演：成海璃子・北乃きい）
- ストロベリーナイト（2013年1月26日公開、配給：東宝、監督：佐藤祐市、主演：竹内結子、原作：インビジブルレイン）
- 増山超能力師事務所 激情版は恋の味（2018年3月31日公開、配給：KATSU-do、監督：久万真路、主演：田中直樹、オリジナル脚本）
- 世界でいちばん長い写真（2018年6月23日公開、配給：スターキャット、監督：草野翔吾、主演：高杉真宙）

### テレビドラマ
フジテレビ系
- ストロベリーナイト（2010年11月13日、「土曜プレミアム」枠、主演：竹内結子、原作：ストロベリーナイト）
- ドラマレジェンド ストロベリーナイト（2012年1月6日、「金曜プレステージ」枠、主演：竹内結子） - 2010年11月13日の放送に若干の新撮部分を加えたもの
- ストロベリーナイト（2012年1月10日 - 3月20日、全11話、「火曜21時枠」枠、主演：竹内結子、原作：シンメトリー / 感染遊戯 / ソウルケイジ）
- ドルチェ（2012年10月12日、2013年11月15日「金曜プレステージ」枠、主演：松下由樹）
- ストロベリーミッドナイト（2013年1月22日 - 1月25日、全4話、出演：西島秀俊・宇梶剛士・丸山隆平・渡辺いっけい・髙嶋政宏・生瀬勝久）
- ストロベリーナイト アフター・ザ・インビジブルレイン（2013年1月26日、「土曜プレミアム」枠、オムニバス形式）

1. 東京（主演：西島秀俊、原作：シンメトリー）
2. サイレントマーダー／沈黙怨嗟（主演：小出恵介、原作：感染遊戯）
3. アンダーカヴァー（主演：竹内結子）
4. 左だけ見た場合（主演：生瀬勝久、原作：シンメトリー）
5. プロバブリィギルティ／推定有罪（主演：武田鉄矢、原作：感染遊戯）

- 強行犯係・魚住久江 ドルチェ2（2013年11月15日、「金曜プレステージ」枠、主演：松下由樹）
- ストロベリーナイト・サーガ（2019年4月11日 - 6月20日、全11話、「木曜劇場」枠、主演：二階堂ふみ・亀梨和也、原作：ストロベリーナイト / ソウルケイジ / シンメトリー / インデックス / インビジブルレイン / ブルーマーダー）

テレビ朝日系
- ジウ 警視庁特殊犯捜査係（2011年7月29日 - 9月23日、全9話、「金曜ナイトドラマ」枠、主演：黒木メイサ・多部未華子、原作：ジウI 警視庁特殊犯捜査係 / ジウII 警視庁特殊急襲部隊 / ジウIII 新世界秩序）

日本テレビ系
- 増山超能力師事務所（2017年1月5日 - 3月23日、全12話、「木曜ドラマ」枠、主演：田中直樹）

テレビ東京系
- ドンナ ビアンカ～刑事 魚住久江～（2020年10月5日、「月曜プレミア8」枠、主演：檀れい、原作：ドンナ ビアンカ）
- Qrosの女 スクープという名の狂気（2024年10月7日 - 12月9日、全10話、「ドラマプレミア23」枠、主演：桐谷健太）

WOWOW
- ヒトリシズカ（2012年10月21日 - 11月25日、全6話、「連続ドラマW」枠、主演：夏帆）
- プラージュ 〜訳ありばかりのシェアハウス〜（2017年8月12日 - 9月9日、全5話、「連続ドラマW」枠、主演：星野源、原作：プラージュ）

### 配信ドラマ
dビデオ powered by BeeTV
- ハング（2014年9月20日 - 10月1日、全4話、主演：市原隼人）

ひかりTV
- ボーダレス（2021年3月7日 - 5月9日、全10話）

Lemino・ひかりTV
- アクトレス（2023年4月14日 - 6月2日、全8話）